# St. Peter (Burghagel)

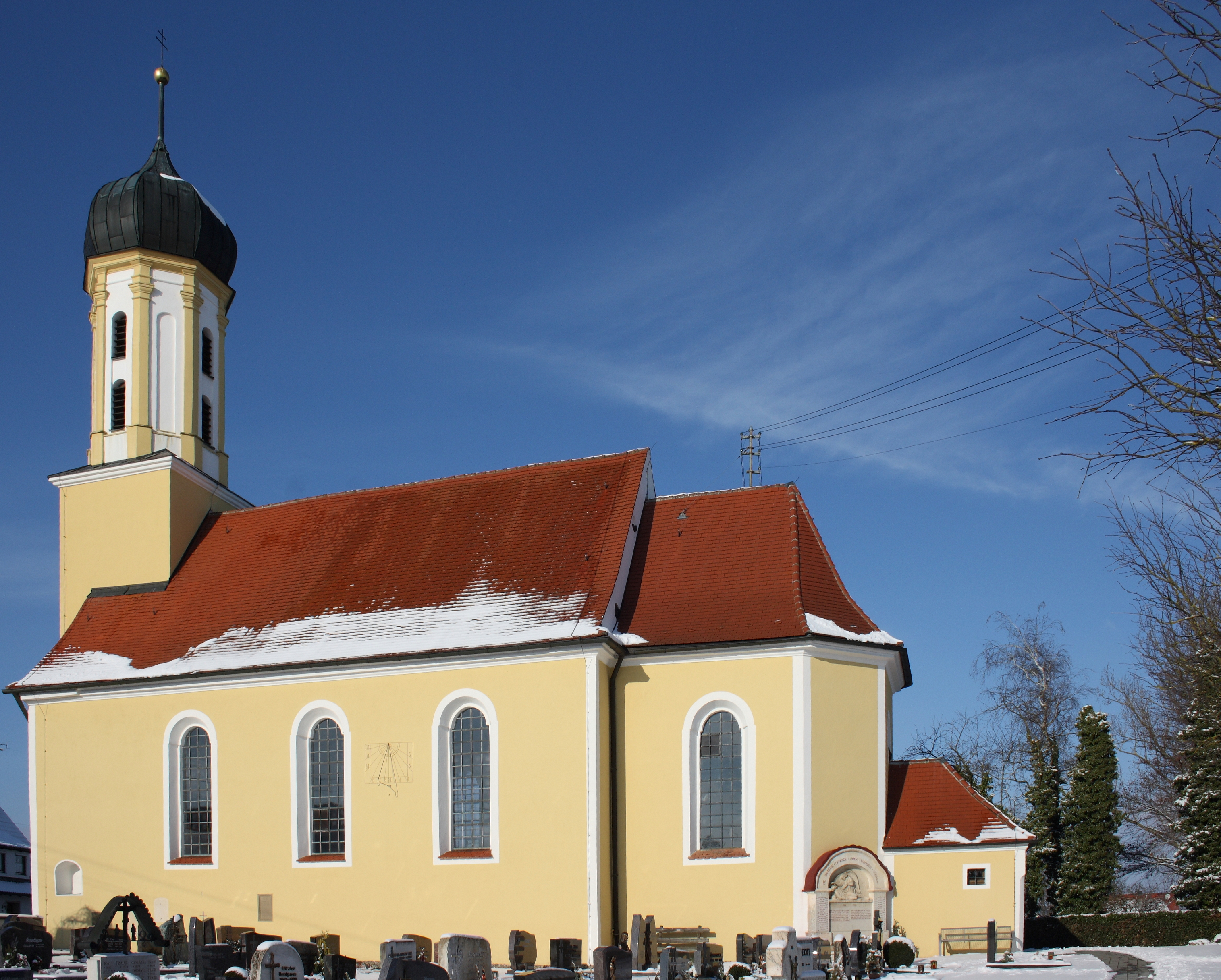
Pfarrkirche St. Peter

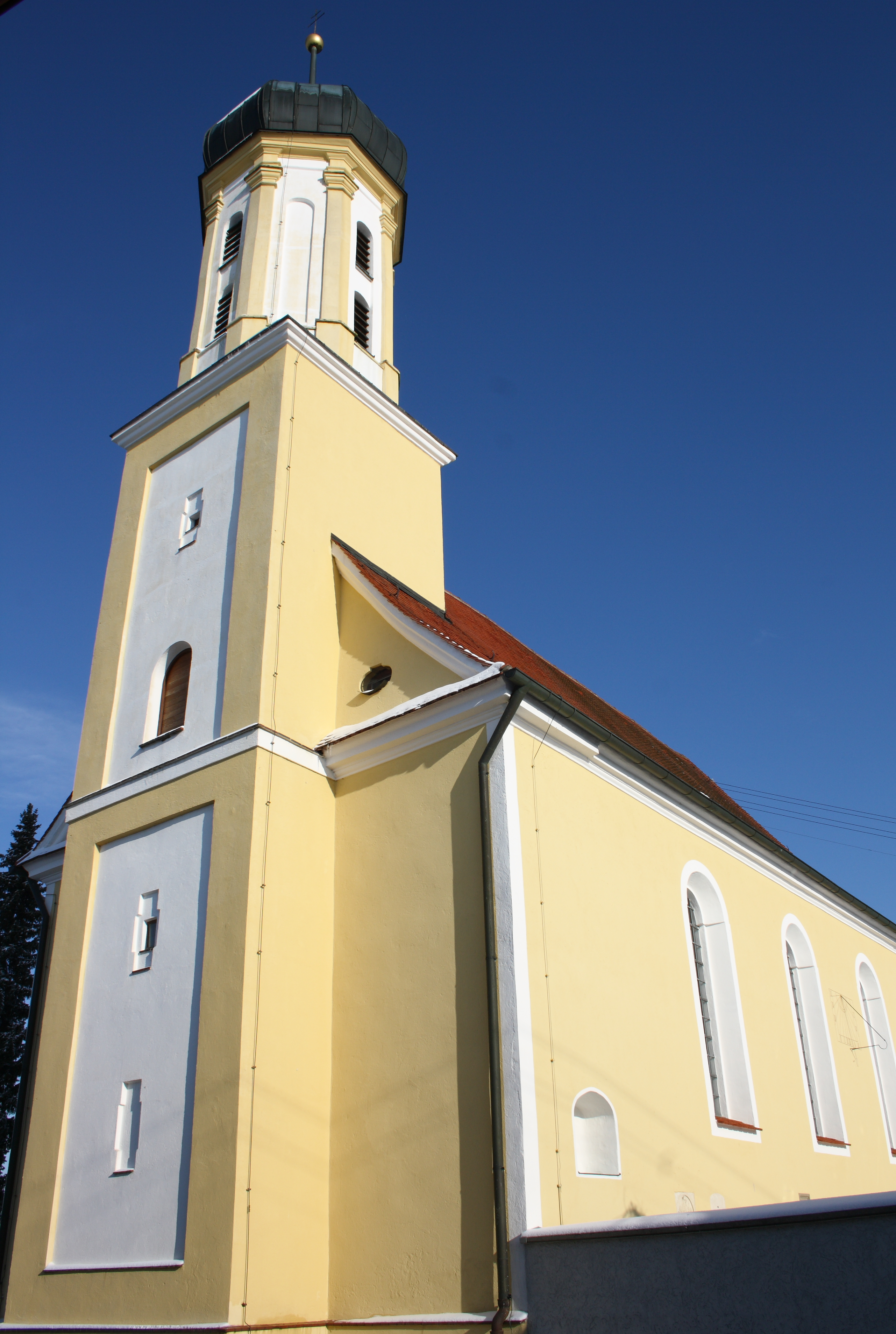
Westturm

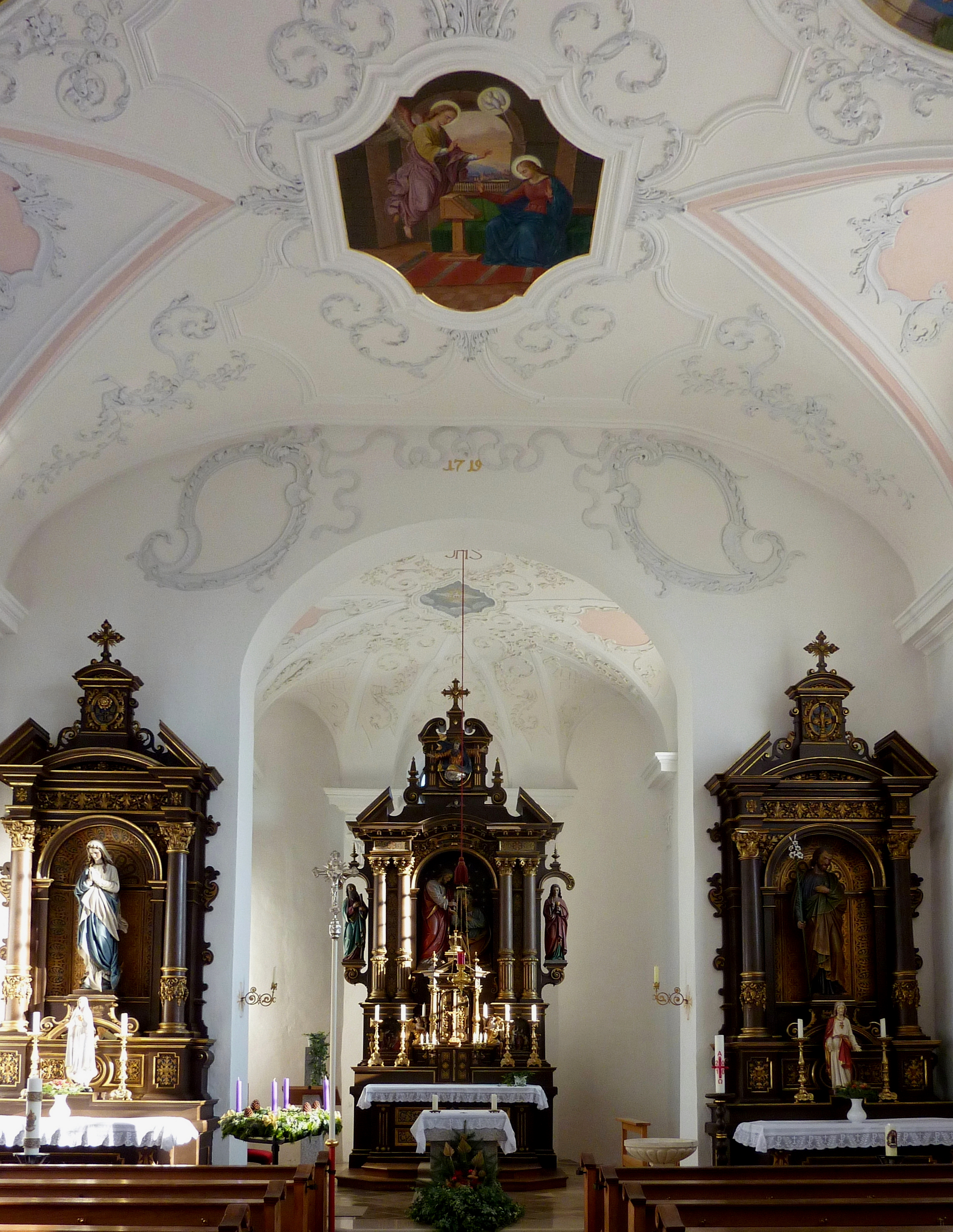
Langhaus mit Blick zum Chor

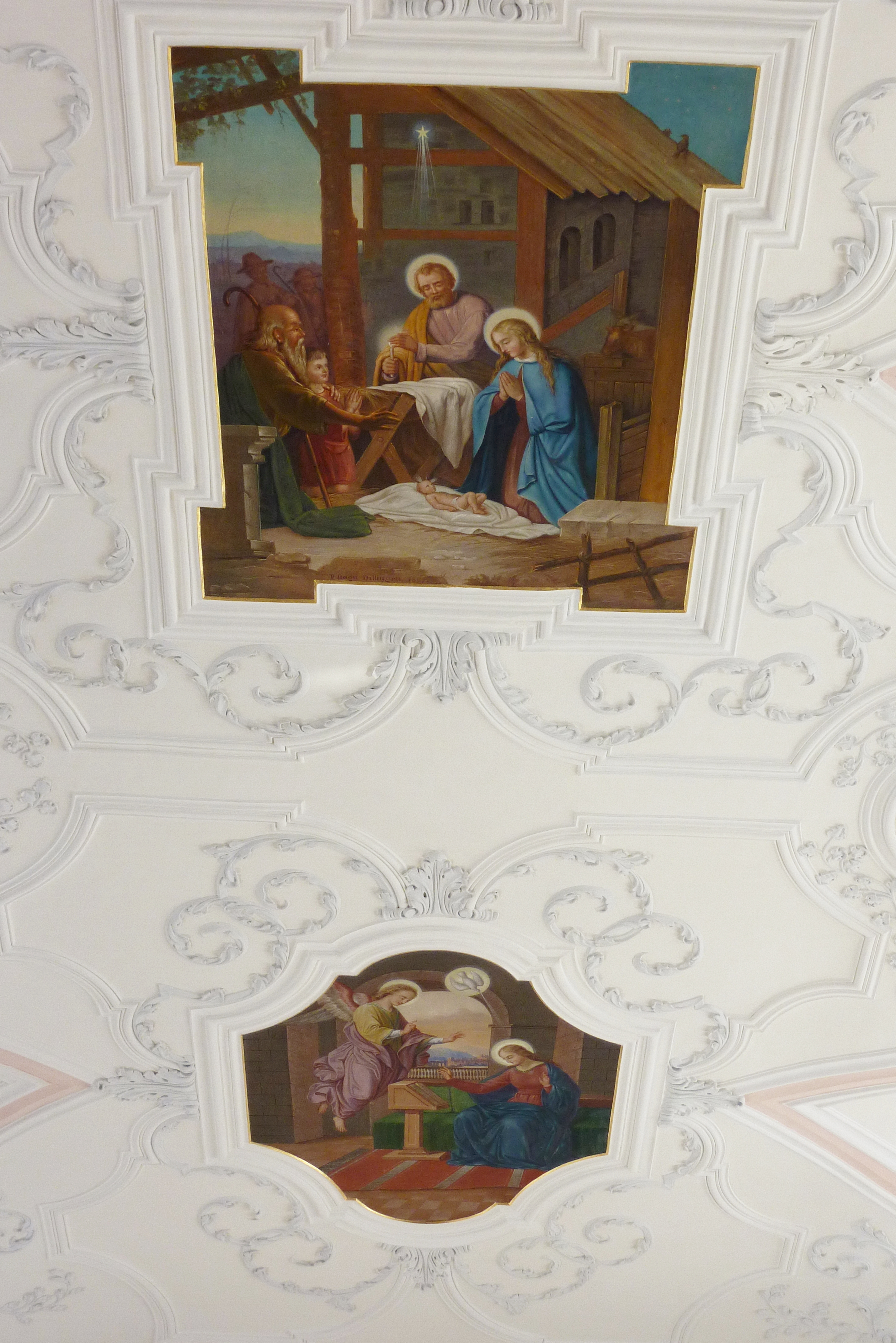
Decke des Langhauses

Die römisch-katholische Pfarrkirche St. Peter in Burghagel, einem Ortsteil der Gemeinde Bachhagel im Landkreis Dillingen an der Donau im bayerischen Regierungsbezirk Schwaben, wurde zu Beginn des 18. Jahrhunderts an der Stelle eines Vorgängerbaus errichtet. Die heutige Ausstattung erhielt die Kirche bei der grundlegenden Renovierung von 1887.

## Geschichte
Nachdem die alte Pfarrkirche von Burghagel als baufällig erachtet worden war, wurde sie um 1715 abgerissen. Um 1717 folgte ihr ein Neubau nach den Plänen des Gundelfinger Baumeisters Johann Windtschmidt. Die neue Kirche wurde 1719 fertiggestellt, worauf die Jahreszahl am Chorbogen verweist. 1887 wurde die Kirche restauriert und mit neuen Deckenbildern, den Altären und der heutigen Kanzel ausgestattet.

## Architektur

### Außenbau
An der Westfassade erhebt sich der sechsstöckige, mit einer Zwiebelhaube bekrönte Turm. Der quadratische Unterbau ist zur Hälfte in die Westwand des Langhauses eingebaut. Ein breites Profilgesims grenzt ihn von seinem zweigeschossigen, oktogonalen Aufbau ab. Dieser ist durch Eckpilaster und Blendfelder gegliedert und in beiden Etagen auf allen vier Seiten von rundbogigen Klangarkaden durchbrochen.
An der Südwand des Langhauses ist eine Sonnenuhr angebracht. An die Ostwand des Chores ist die einstöckige, mit einem Walmdach gedeckte Sakristei angebaut. Das Portal befindet sich auf der Nordseite.

### Innenraum
Das Langhaus ist einschiffig und in drei Achsen unterteilt. Es wird wie der Chor von einer Korbbogentonne mit Stichkappen, die auf Gesimsen aufliegen, gedeckt. Die Wände gliedern flache Pilaster mit Phantasiekapitellen.
Ein korbbogiger Chorbogen führt zum eingezogenen, dreiseitig geschlossenen Chor, in dessen Ostwand ein Rundfenster eingebrochen ist. Den westlichen Abschluss bildet eine auf Holzsäulen aufliegende Doppelempore, deren obere und untere  Brüstung in der Mitte ausgebaucht ist. Auf der oberen Empore ist die Orgel untergebracht.

## Stuck
Die Decke ist mit reichem Stuckdekor aus Rocaillekartuschen, Ranken- und Blattwerk verziert. Zwei große Muschelwerkkartuschen am Chorbogen umrahmen die Jahreszahl 1719, dem Jahr der Fertigstellung der Kirche.

## Deckenbilder
Die Deckenbilder des Langhauses wurden 1887 von Peter Dagn aus Dillingen an der Donau ausgeführt. Sie stellen die Verkündigung, die Geburt Christi und über der Orgelempore die Krönung Mariens dar. In den seitlichen Medaillons werden die Heimsuchung, die Flucht nach Ägypten, die Vermählung Marias und der heilige Dominikus dargestellt, der den Rosenkranz empfängt.

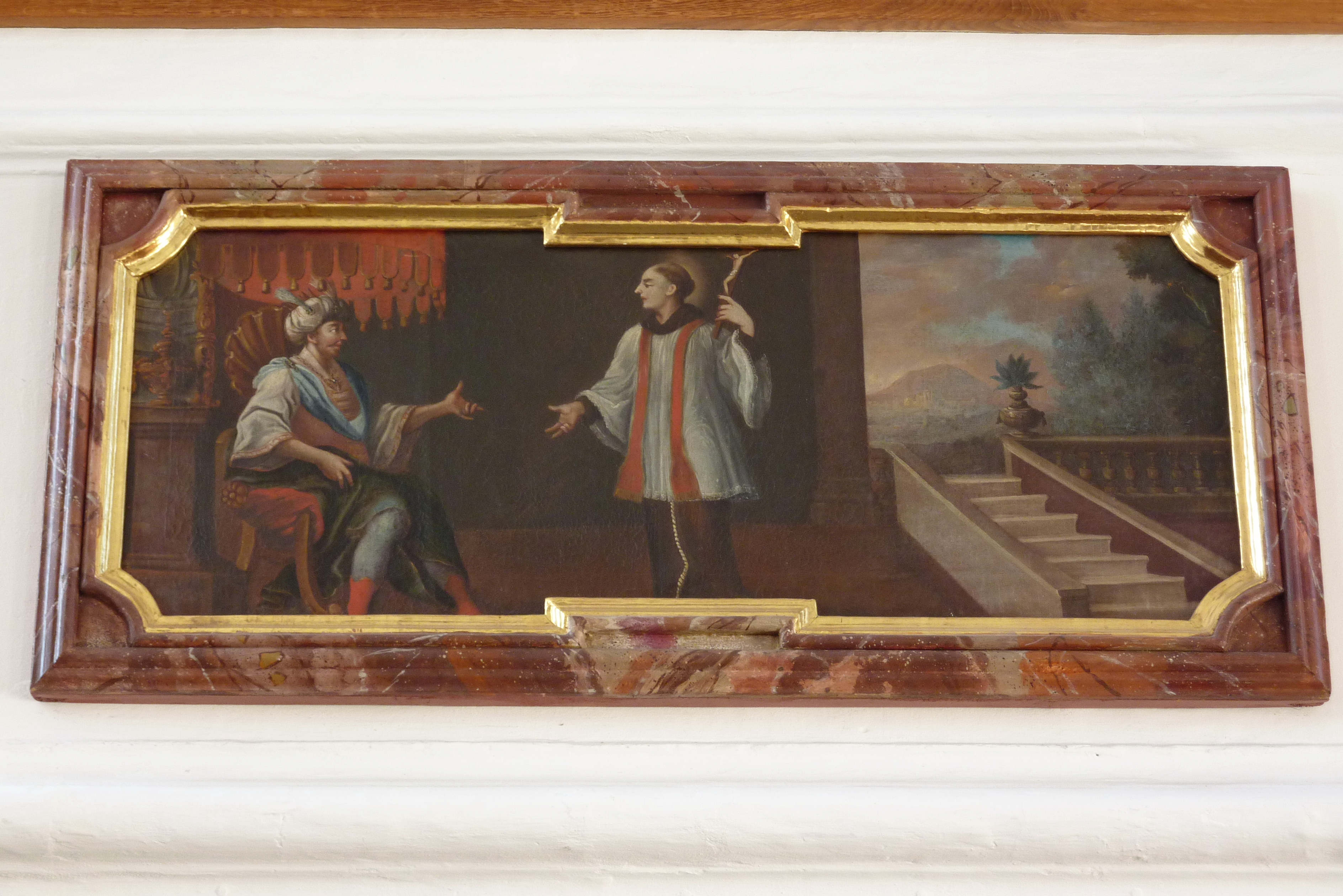
Gemälde an der Empore

## Emporenbrüstung
Das Ölgemälde an der Emporenbrüstung wird in die erste Hälfte des 18. Jahrhunderts datiert. Es stellt den heiligen Franz Xaver dar, der mit einem orientalischen Fürsten spricht.

## Ausstattung
- Aus dem späten 17. Jahrhundert stammt ein Holzkruzifix mit neuer Fassung.
- Die Holzfiguren des heiligen Leonhard und des heiligen Johannes Nepomuk werden in die Zeit um 1740 datiert.
- Die Skulpturengruppe der Taufe Christi befand sich ehemals an einem Taufbecken und entstand um 1750.
- Die Pietà ist ein Werk aus der zweiten Hälfte des 18. Jahrhunderts. Sie wird der Werkstatt von Johann Michael Fischer zugeschrieben.
- Die Kanzel wurde 1887 geschaffen.

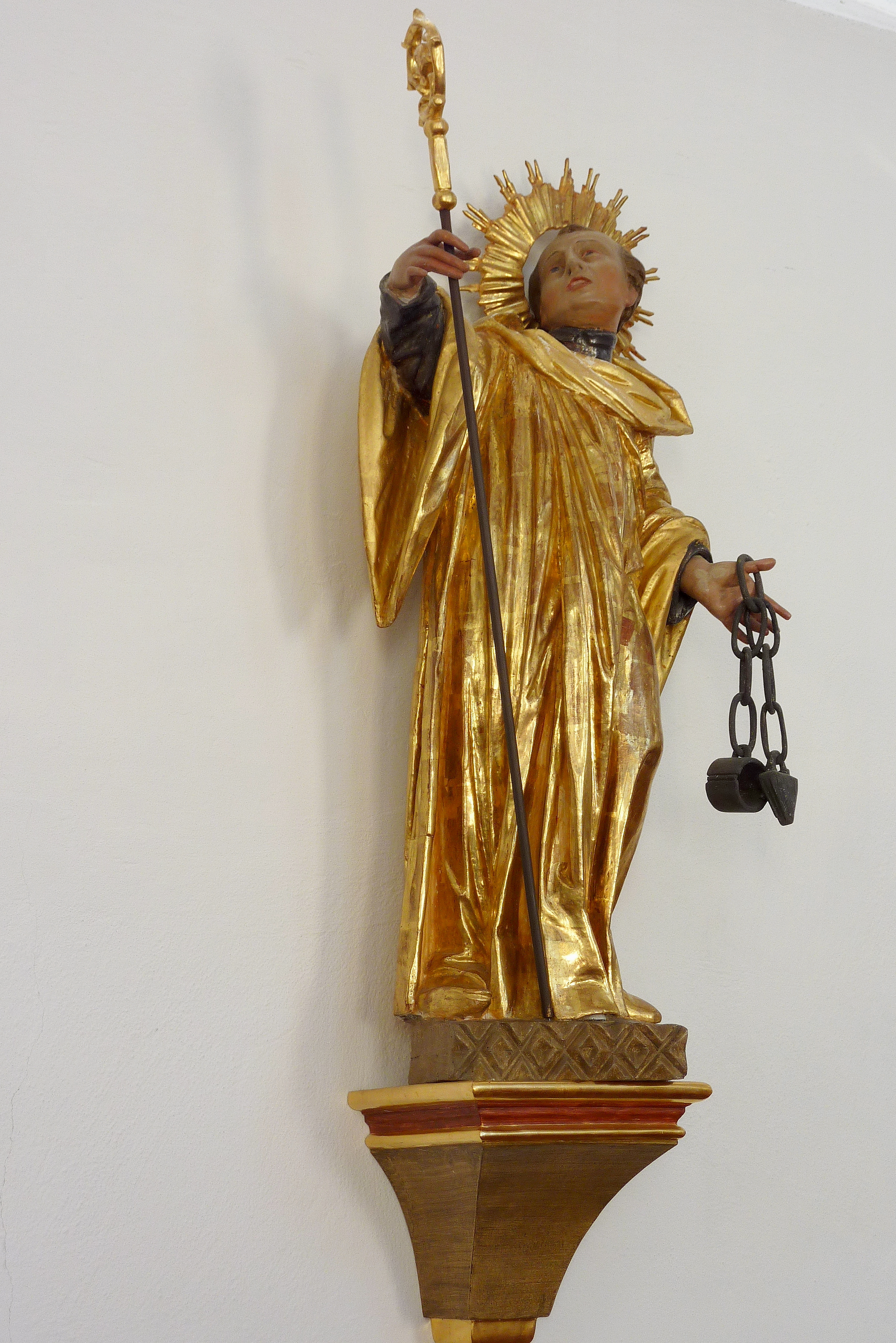
Heiliger Leonhard
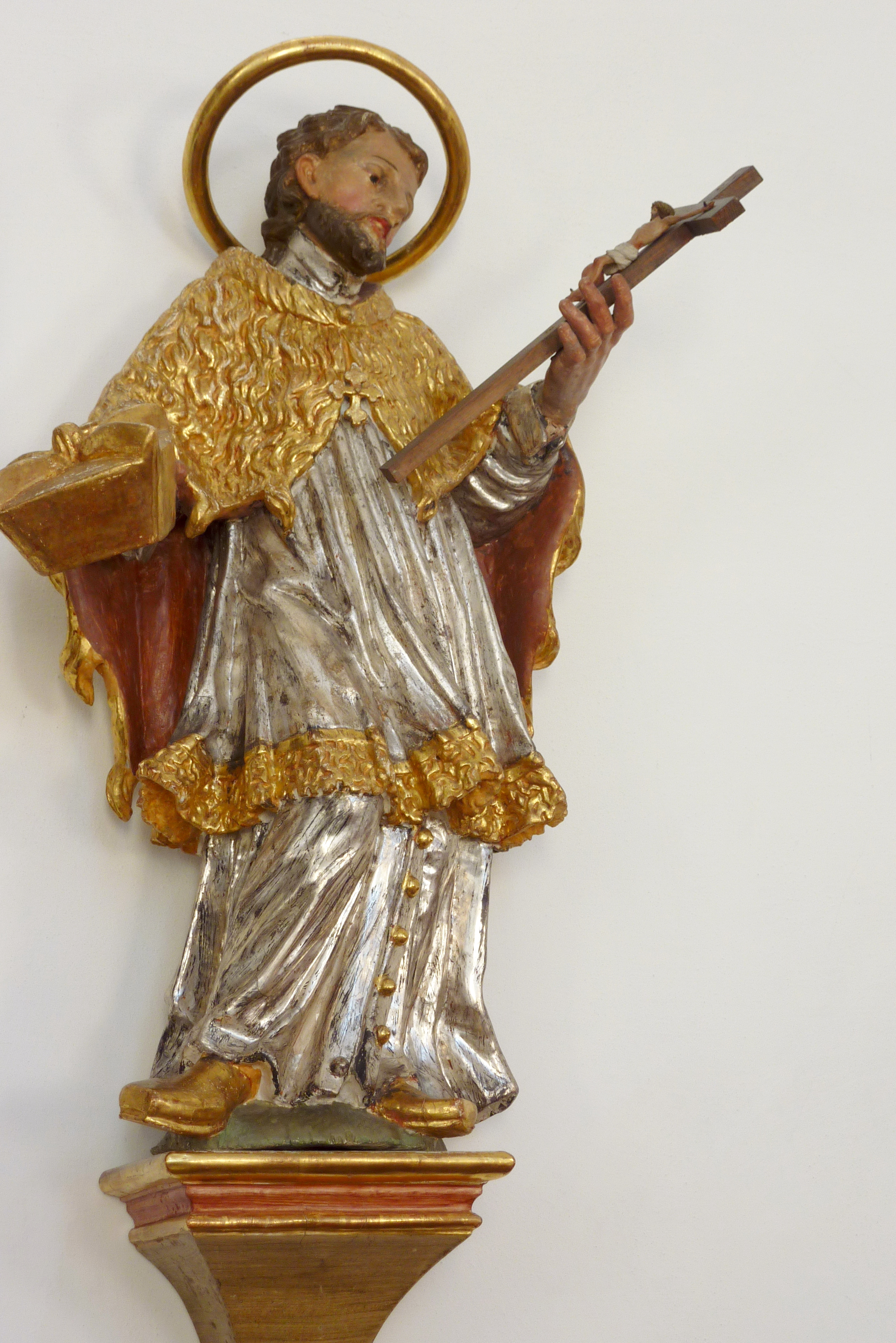
Heiliger Johannes Nepomuk
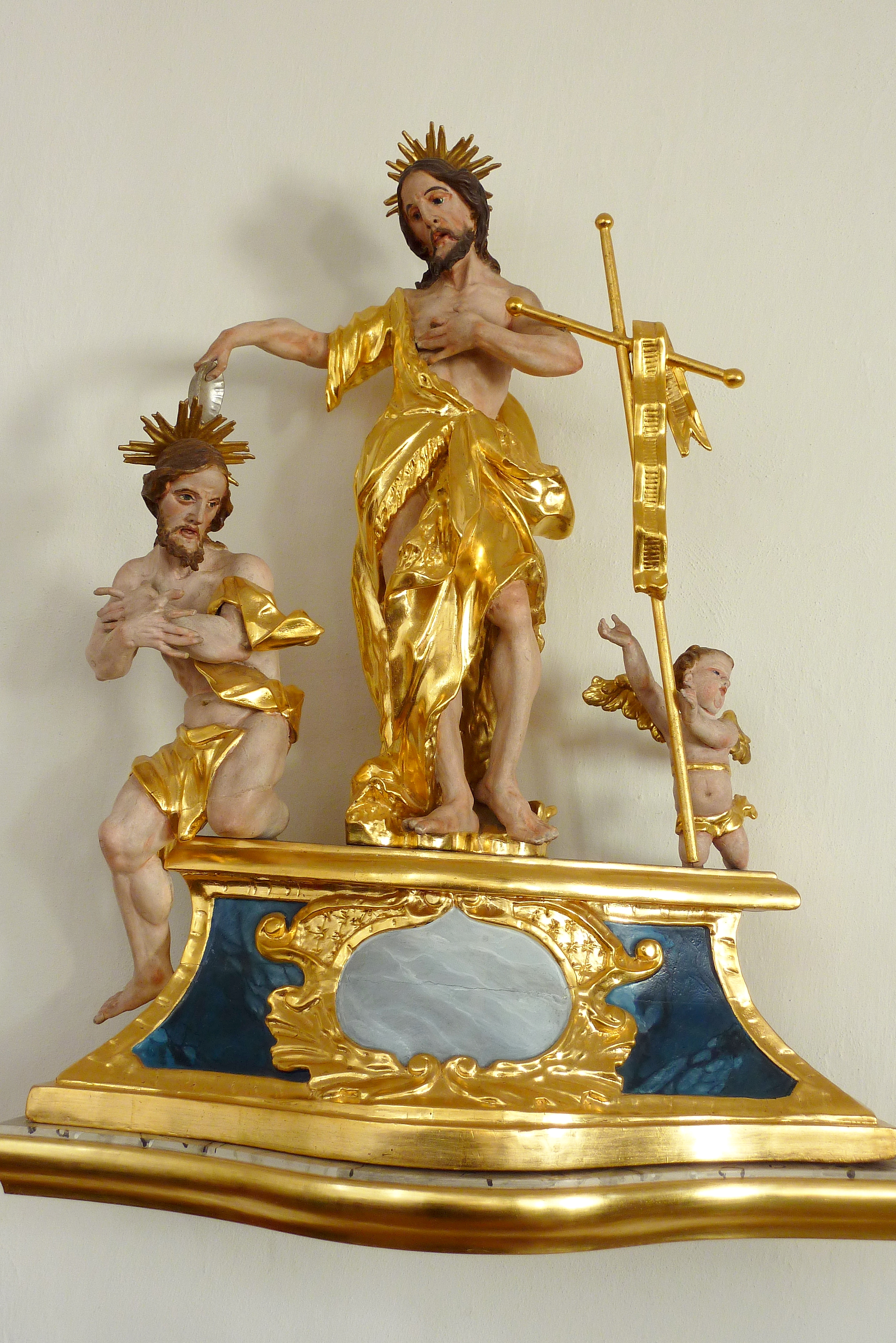
Taufe Christi
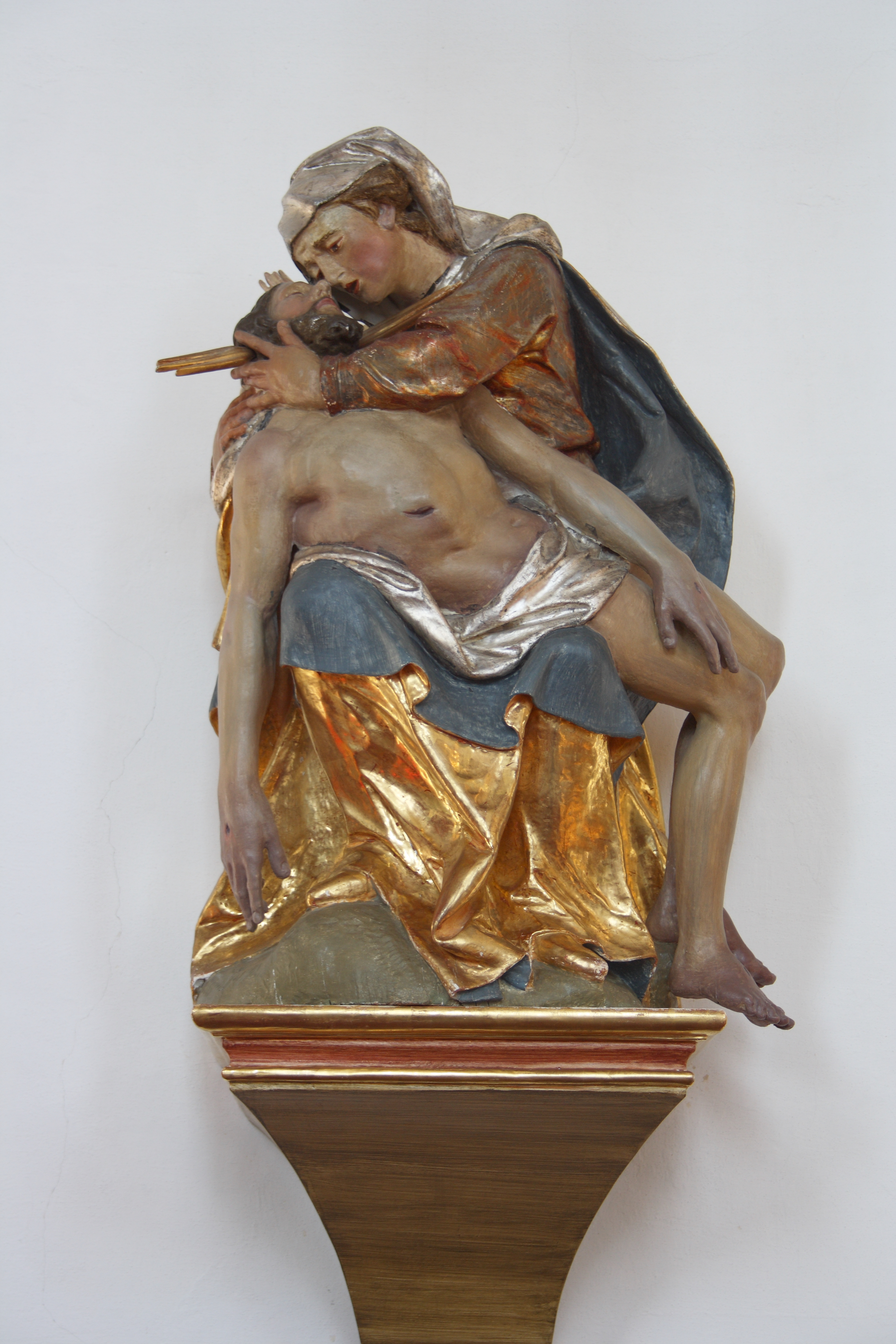
Pietà